# Џуба
Џуба главни је град вилајета Централна Екваторија и главни град савезне републике Јужни Судан. По подацима из 2007. у граду је живело 172.730 становника, иако процене базиране на авионским снимцима овај број стављају на 250.000. Најскорије процене из 2011. године износе податак од 372.410 становника. Џуба је један од градова са најбржим растом становништва у свету, што је последица развоја индустрије експлоатације нафте. Кина предњачи међу страним инвеститорима.

## Географија
Град је удаљен 1200 km од Картума, престонице северног Судана и око 900 km од Најробија и Адис Абебе, у Кенији, односно Етиопији. Лежи на левој обали Белог Нила, тачније Бахр ел Џабала. Смештен је на 4° 51‘ сгш и 31° 36‘ игд, а надморска висина је око 450 m.

### Клима
Клима Џубе је субекваторијална са годишњим просеком падавина од 982 милиметра. На југу су подгорине планинског венца Иматонг. Кишни период траје од априла до септембра, а сушни од новембра до марта. Средња јануарска температура је око 26 °C, а средња јулска 20°-24 °C. Сам град лежи на обали Бахр ел Џабала, који је основни извор пијаће воде и електричне енрегије.
| Клима Џубе (1971—2000)                                                                                         | Клима Џубе (1971—2000) | Клима Џубе (1971—2000) | Клима Џубе (1971—2000) | Клима Џубе (1971—2000) | Клима Џубе (1971—2000) | Клима Џубе (1971—2000) | Клима Џубе (1971—2000) | Клима Џубе (1971—2000) | Клима Џубе (1971—2000) | Клима Џубе (1971—2000) | Клима Џубе (1971—2000) | Клима Џубе (1971—2000) | Клима Џубе (1971—2000) |
| Показатељ \ Месец                                                                                              | .Јан.                  | .Феб.                  | .Мар.                  | .Апр.                  | .Мај.                  | .Јун.                  | .Јул.                  | .Авг.                  | .Сеп.                  | .Окт.                  | .Нов.                  | .Дец.                  | .Год.                  |
| --- | ---------------------- | ---------------------- | ---------------------- | ---------------------- | ---------------------- | ---------------------- | ---------------------- | ---------------------- | ---------------------- | ---------------------- | ---------------------- | ---------------------- | ---------------------- |
| Апсолутни максимум, °C (°F)                                                                                    | 41,3 (106,3)           | 43,0 (109,4)           | 43,6 (110,5)           | 42,0 (107,6)           | 39,9 (103,8)           | 38,5 (101,3)           | 37,0 (98,6)            | 38,5 (101,3)           | 39,0 (102,2)           | 39,0 (102,2)           | 39,1 (102,4)           | 42,8 (109)             | 43,6 (110,5)           |
| Максимум, °C (°F)                                                                                              | 36,8 (98,2)            | 37,9 (100,2)           | 37,7 (99,9)            | 35,4 (95,7)            | 33,5 (92,3)            | 32,4 (90,3)            | 31,1 (88)              | 31,6 (88,9)            | 33,1 (91,6)            | 34,0 (93,2)            | 34,7 (94,5)            | 35,9 (96,6)            | 34,5 (94,1)            |
| Просек, °C (°F)                                                                                                | 28,2 (82,8)            | 29,3 (84,7)            | 29,9 (85,8)            | 28,7 (83,7)            | 27,6 (81,7)            | 26,5 (79,7)            | 25,6 (78,1)            | 25,5 (77,9)            | 26,4 (79,5)            | 26,9 (80,4)            | 27,4 (81,3)            | 27,5 (81,5)            | 27,46 (81,43)          |
| Минимум, °C (°F)                                                                                               | 20,1 (68,2)            | 21,7 (71,1)            | 23,6 (74,5)            | 23,4 (74,1)            | 22,6 (72,7)            | 21,9 (71,4)            | 21,1 (70)              | 21,0 (69,8)            | 21,1 (70)              | 21,3 (70,3)            | 20,9 (69,6)            | 20,0 (68)              | 21,6 (70,9)            |
| Апсолутни минимум, °C (°F)                                                                                     | 12,0 (53,6)            | 14,1 (57,4)            | 16,6 (61,9)            | 16,5 (61,7)            | 16,8 (62,2)            | 14,0 (57,2)            | 13,3 (55,9)            | 16,7 (62,1)            | 15,5 (59,9)            | 17,2 (63)              | 15,8 (60,4)            | 13,9 (57)              | 12 (53,6)              |
| Количина кише, mm (in)                                                                                         | 5,1 (0,201)            | 11,0 (0,433)           | 36,7 (1,445)           | 111,5 (4,39)           | 129,9 (5,114)          | 117,8 (4,638)          | 144,7 (5,697)          | 127,5 (5,02)           | 103,7 (4,083)          | 114,5 (4,508)          | 43,1 (1,697)           | 8,2 (0,323)            | 953,7 (37,547)         |
| Дани са кишом (≥ 0.1 mm)                                                                                       | 1,4                    | 2,0                    | 6,6                    | 11,6                   | 12,4                   | 10,3                   | 13,0                   | 11,5                   | 8,6                    | 10,4                   | 6,5                    | 1,9                    | 96,2                   |
| Релативна влажност, %                                                                                          | 44                     | 42                     | 51                     | 64                     | 73                     | 76                     | 81                     | 80                     | 77                     | 73                     | 69                     | 53                     | 65                     |
| Сунчани сати — месечни просек                                                                                  | 279,0                  | 235,2                  | 210,8                  | 198,0                  | 207,7                  | 207,0                  | 182,9                  | 204,6                  | 228,0                  | 241,8                  | 237,0                  | 260,4                  | 2.692,4                |
| Сунчано време — месечни проценти                                                                               | 76                     | 67                     | 57                     | 54                     | 62                     | 58                     | 50                     | 57                     | 63                     | 64                     | 68                     | 68                     | 62                     |
| Извор #1: Светска метеоролошка организација; Climate-Data.org, надморска висина: 497 m (за средње температуре) |                        |                        |                        |                        |                        |                        |                        |                        |                        |                        |                        |                        |                        |
| Извор #2: NOAA                                                                                                 |                        |                        |                        |                        |                        |                        |                        |                        |                        |                        |                        |                        |                        |

## Историја
У овом подручју живи племе Бари. Мала група грчких трговаца је овде 1922. основала прво насеље. Џуба је била центар јужних побуњеника у Првом и Другом суданском грађанском рату који је трајао од 1955. до 1972 и од 1983. до 2005. године. Због дуготрајног сукоба мрежа путева у овом подручју ни до данас није сасвим разминирана и поправљена.

## Саобраћај
У граду постоји челични мост преко Белог Нила. Џуба има међународни аеродром (JUB/HSSJ), који је постао један од најфреквентнијих у Источној Африци. Мисија Уједињених нација у Судану (UNMIS) има велику базу близу аеродрома. Већина становништва су католици или англиканци.

## Банкарство
Банкарски сектор у Џуби је веома развијен, па се овде налазе седишта три домаће банке — Ајвори, Бафало и Нил. Своје представништво има Комерцијална банка Кеније.

## Галерија
- Поглед на град (2006)
- Стока на улицама Џубе
- Мост преко Бахр ел Џебела
- Хотел у Џуби (1936)